# Rhamnus mildbraedii
Rhamnus mildbraedii är en brakvedsväxtart som beskrevs av Adolf Engler. Rhamnus mildbraedii ingår i släktet getaplar, och familjen brakvedsväxter. Inga underarter finns listade i Catalogue of Life.